# Lev Ivanov
Lev Ivánovich Ivánov (Moscú, 18 de febrero de 1834-San Petersburgo, 11 de diciembre de 1901). Bailarín y coreógrafo ruso creador, entre otras coreografías, de la del El Cascanueces y las de los actos blancos de El lago de los cisnes.
Comenzó sus estudios de ballet cuando tenía diez años en la Escuela del Ballet Imperial donde fue alumno de Jean-Antoine Petipa, padre de Marius Petipa. Siendo aún estudiante bailó con Fanny Elssler.
Ivánov tenía talento natural para la música, podía tocar "por oído" piezas completas del repertorio del ballet. Recibió la invitación para ingresar al Conservatorio de Música pero no la aceptó. A pesar de esto compuso varias piezas musicales que, por su desconocimiento de la notación musical, nunca pudo escribir en partitura.
Cuando tenía dieciséis años ingresó al Ballet Imperial, bajo la dirección de Jules Perrot, mientras continuaba estudiando en la escuela de ballet en donde se graduó en 1852.
Ivánov se convirtió en bailarín principal del Ballet Imperial donde se destacó por sus trabajos de actuación y la ejecución de papeles de carácter.
La que pudo haber sido su primera coreografía La Muette de Portici la realizó en 1857, bailándola con Vera Liádova, quien luego se convertiría en su primera esposa.
Un año más tarde comenzó a dictar clases en la Escuela del Ballet Imperial y en 1882 alcanzó la posición de Ensayador en jefe del ballet del Teatro Mariinski. Posteriormente se convirtió en el asistente de Marius Petipa. Sus coreografías siempre estuvieron sujetas a la aprobación de Petipa que las alteraba y cambiaba a su gusto.
Ivánov  creó maravillosos ballets  como El Cascanueces en 1892, los actos II y IV de El lago de los cisnes en 1895 y La Flauta Mágica en 1893, entre otros.
Mientras Ivánov preparaba una nueva coreografía para Sylvia, enfermó y posteriormente murió.
El momento histórico que le tocó vivir a Ivánov no ayudó a su carrera, el ballet en Rusia respetaba más a los extranjeros que a los mismos rusos, en su etapa de bailarín la atención estaba centrada en la figura femenina y en su etapa de coreógrafo estuvo bajo la supervisión de Petipa.
Las coreografías de Ivánov son más cercanas, en estilo, a la era romántica que a la era clásica implantada por Petipa. La influencia de Ivánov en el ballet fue amplia y pudo verse más adelante en los trabajos de Mijaíl Fokin, solo por citar uno.